# Abel Ramírez Herrera
Abel Ramírez Herrera (* 29. Juli 1921; † 2. Juni 2012) war ein mexikanischer Fußballspieler auf der Position eines Verteidigers sowie Fußballtrainer.

## Leben
Ramírez erhielt seine fußballerische Ausbildung bei seinem Heimatverein Unión de Curtidores, in dessen erster Mannschaft er erstmals in den späten 1930er-Jahren spielte.
Zur Saison 1942/43, der letzten Spielzeit vor Einführung des Profifußballs, wechselte er zum Club Marte, mit dem er in derselben Saison die Meisterschaft gewann. Zur Saison 1943/44 kehrte er zu Unión de Curtidores zurück, die in dieser Spielzeit nicht in der Eröffnungssaison der neu kreierten Profiliga vertreten waren, aber den Weg dahin bereiten wollten. Sie wurden jedoch von den verantwortlichen Fußballfunktionären der Stadt León als nicht stark genug eingestuft, um im Profifußball bestehen zu können. Daher wurde mit dem Club León ein neuer Verein mit entsprechenden Strukturen geschaffen, der zur Saison 1944/45 in die Profiliga aufgenommen wurde. Für die treuen Fans von Unión de Curtidores war dies ein Schlag ins Gesicht und erklärt die große Abneigung, die sie gegen den neu kreierten Verein empfanden. Der Club León holte sich zugleich einige Leistungsträger von UC, wozu auch Abel Ramírez gehörte, der in der Saison 1944/45 für den Club León spielte und in der darauffolgenden Saison 1945/46 beim Hauptstadtverein Real Club España unter Vertrag stand. 
Anschließend kehrte Ramírez zum Club León zurück, mit dem er in den Spielzeiten 1947/48 und 1948/49 zweimal in Folge die mexikanische Profifußballmeisterschaft gewann. 
Noch während seiner aktiven Zeit Ende der 1940er-Jahre begann Ramírez bereits, auch als Trainer zu arbeiten. So betreute er 1948 die mexikanische Olympiaauswahl.
Die erste Mannschaft des Club León übernahm er 1952 nach dem Weggang des Meistertrainers Antonio López Herranz, der wenige Jahre später jedoch zu den Esmeraldas zurückkehrte und mit der Mannschaft einen weiteren Meistertitel gewann. Im selben Jahr arbeitete Ramírez zudem im Trainerstab der mexikanischen Nationalmannschaft.
Von 1954 bis 1960 trainierte er die Mannschaft des CF Laguna.

## Mexikanischer Meister
- Primera Fuerza: 1942/43
- Primera División: 1947/48, 1948/49